# Konklave 1294
Das Konklave von 1294 fand vom 23. bis 24. Dezember 1294 statt. Es war nötig geworden, nachdem Papst Coelestin V. zehn Tage zuvor vom Amt zurückgetreten war.

## Verlauf
Die Wahl begann am 23. Dezember 1294. Die Kardinäle wählten zunächst Kardinal Matteo Rubeo Orsini, der die Wahl allerdings nicht annahm. So mussten die Teilnehmer des Konklaves erneut zur Wahl schreiten. An Heiligabend 1294 wählten sie im 3. Wahlgang schließlich Benedetto Caetani, der bereits vorher einflussreicher Berater Coelestins V. gewesen war. Er nannte sich als Papst Bonifatius VIII.
Dieses Konklave gehört zu den kürzesten der Geschichte.

## Teilnehmer
Nach dem Rücktritt Coelestins V. gab es 22 Kardinäle, die alle am Konklave teilnahmen. Zwölf wurden von Coelestin V. kreiert, fünf von Nikolaus IV., zwei von Nikolaus III. und jeweils ein Kardinal wurde von Urban IV., Martin IV. und Honorius IV. kreiert.
Folgende Kardinäle nahmen am Konklave teil:
- Gerardo Bianchi, Kardinalbischof von Sabina, Prior episcoporum
- Giovanni Boccamazza, Kardinalbischof von Tusculum
- Matteo d’Acquasparta, O.F.M., Kardinalbischof von Porto e S. Rufina
- Hugues de Billay, O.P., Kardinalbischof von Ostia e Velletri
- Simon de Beaulieu, Kardinalbischof von Palestrina
- Bérard de Goth, Kardinalbischof von Albano
- Pietro Peregrossi, Kardinalpriester von S. Marco, Kardinalprotopriester
- Tommaso di Ocre, Kardinalpriester von S. Cecilia, Camerlengo
- Benedetto Caetani, Kardinalpriester von Ss. Silvestro e Martino (zu Papst Bonifatius VIII. gewählt)
- Jean Lemoine, Kardinalpriester von Ss. Marcellino e Pietro
- Pietro de L’Aquila, Kardinalpriester von S. Croce in Gerusalemme
- Guillaume Ferrières, Kardinalpriester von S. Clemente
- Nicolas l’Aide, Kardinalpriester von S. Lorenzo in Damaso
- Robert de Pontigny, Kardinalpriester von S. Pudenziana
- Simon d’Armentières, O.S.B.Cluny, Kardinalpriester von S. Balbina
- Giovanni Castrocoeli, Kardinalpriester von S. Vitale
- Matteo Orsini, Kardinaldiakon von S. Maria in Portico, Kardinalprotodiakon (im ersten Wahlgang gewählt)
- Giacomo Colonna, Kardinaldiakon von S. Maria in Via Lata
- Napoleone Orsini, Kardinaldiakon von S. Adriano
- Pietro Colonna, Kardinaldiakon von S. Eustachio
- Landolfo Brancaccio, Kardinaldiakon von S. Angelo
- Guglielmo Longhi, Kardinaldiakon von S. Nicola in Carcere